# Raju Tamang
Raju Tamang (ur. 27 października 1985) – nepalski piłkarz występujący na pozycji pomocnika. Zawodnik klubu Tribhuwan Army Club.

## Kariera klubowa
Tamang karierę rozpoczynał w 2004 roku w zespole Tribhuwan Army Club z Martyr's Memorial A Division League.

## Kariera reprezentacyjna
W reprezentacji Nepalu Tamang zadebiutował w 2005 roku.